# 三角突擊隊
《三角突擊隊》（英語：The Delta Force）是一部1986年上映的美國動作驚悚片，由曼納罕·戈藍執導、監製和編劇，查克·羅禮士與李·馬榮主演。電影大多於以色列拍攝，並簡略地以環球航空847一真實事件為劇情架構；故事敘述一支美國三角洲部隊被派遣至貝魯特，對付威脅政府的武裝恐怖份子並以救出被其所挾持的人質，好讓他們平安回家。
《三角突擊隊》在美國於1986年2月14日上映，本片同時也是李·馬榮過世前的最後一部電影。兩部續集《銅牆鐵壁》與《獵鷹死亡令》分別於1990年上映和於1991年以錄影帶首映的方式發行。

## 劇情
在一架直升機墜毀後，鹰爪行动被中止，美國三角洲部隊搭上C-130運輸機準備撤離；其中，史考特·麥考伊上尉為了救出被困在毀壞直升機中的受傷戰友彼得森而至最後一刻才上飛機。雖然他們冒著風險來執行任務，但麥考伊仍對政治家和軍事等級制度表示厭惡並宣布辭職。
五年後，一組的黎巴嫩恐怖分子劫持了一架美國航空公司的波音707。在兩名恐怖分子阿卜杜勒·拉法爾和穆斯塔法領導下，以何梅尼新世界革命組織的名義將全部144名乘客和機組人員劫為人質，迫使機師和他的機組人員將707飛往貝魯特，並向美方提出要求，一旦他們不滿足，就會導致每名人質死亡。之後，他們在貝魯特增加了十多名心腹；航班飛往阿爾及爾，恐怖分子在那裡釋放了女性人質和兒童。與此同時，由尼克·亞歷山大上校領導的三角洲部隊和回歸部隊並升為少校的麥考伊準備出動，旦當察覺機上還有多名敵人時，突襲行動緊急中止，使阿卜杜勒殺死了名叫湯姆·海爾的美國海軍潛水員。然後，他迫使飛行員返回貝魯特，並帶走了其餘的男性乘客。
返回貝魯特後，恐怖分子將乘客運送到另一個地點，而飛行員則留在707飛機上。當地富有同情心的希臘正教會神父是以色列陸軍情報局的線人，他與麥考伊和彼得森合作指出阿卜杜勒及人質們的所在地，但當牧師為了通知他們而摔死後，麥考伊和彼得森被敵方察覺而使雙方上演一場飛車追逐。成為擺脫後，三角洲部隊在夜裡準備展開行動，麥考伊殺死了大多數激進分子，但阿卜杜勒卻重傷了彼得森，使麥考伊獨自追擊阿卜杜勒，最後在一個房子中與其搏鬥並用火箭彈殺死了阿卜杜勒。
亞歷山大等人成功解救了282號航班上的機師們，並帶著人質們上飛機，以準備離開。當幾倆載著恐怖份子的吉普車追上來時，麥考伊騎著摩托車將其制伏並設法登機。在飛機上，人們開心地慶祝，但彼得森則在向麥考伊交談後因傷重不治而死亡。在以色列，波音707安全著陸，其人質受到其家人的歡迎，而三角洲部隊則拖著彼得森的屍體登上了他們的C-130，在人們的歡呼下回到美國。

## 演員

### 三角洲部隊

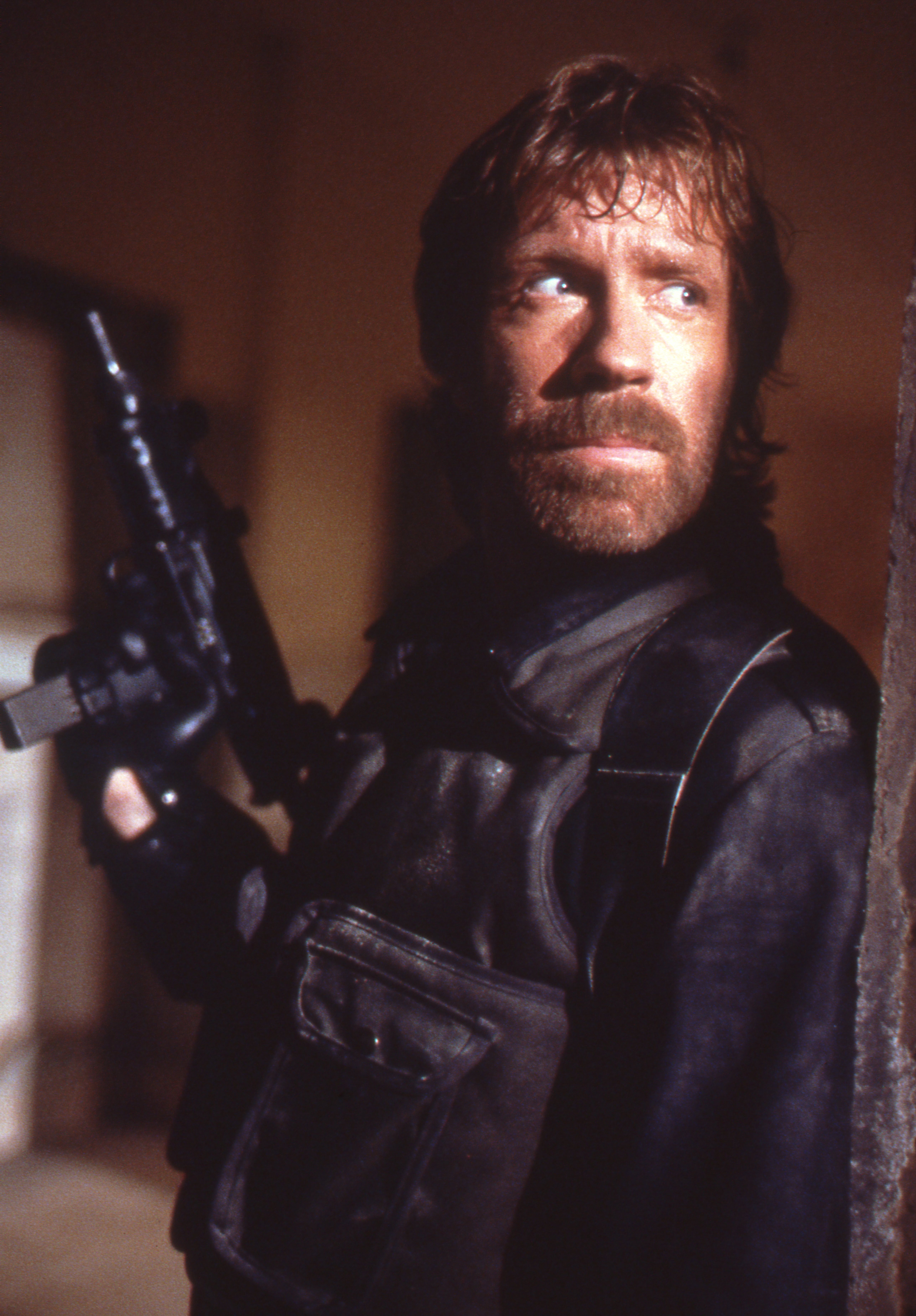
由查克·羅禮士所飾演的史考特·麥考伊少校

- 查克·羅禮士飾演史考特·麥考伊少校（Maj. Scott McCoy）
- 李·馬榮飾演尼克·亞歷山大上校（Col. Nick Alexander）
- 勞勃·范恩飾演伍德布里吉將軍（Gen. Woodbridge）
- 史提夫·詹姆斯飾演巴比（Bobby）

### 黎巴嫩恐怖分子
- 羅伯特·佛斯特飾演阿卜杜勒·拉法爾（Abdul Rafai）
- 大衛·梅納姆（David Menahem）飾演穆斯塔法（Mustafa）
- 尤里·葛瑞爾（英语：Uri Gavriel）飾演賈米爾（Jamil）

### 機組人員和乘客
- 波·史文森（英语：Bo Svenson）飾演飛行隊長羅傑·坎貝爾（Pilot Capt. Roger Campbell）
- 漢娜·許古拉飾演空姐英格麗·哈丁（Air Hostess Ingrid Harding）
- 馬丁·巴山（英语：Martin Balsam）飾演班·卡普蘭（Ben Kaplan）
- 莎莉·溫德絲飾演愛迪·卡普蘭（Edie Kaplan）
- 喬伊·畢曉普（英语：Joey Bishop）飾演哈利·古德曼（Harry Goldman）
- 蕾妮·卡珊（英语：Lainie Kazan）飾演希薇亞·古德曼（Sylvia Goldman）
- 喬治·甘迺迪飾演威廉·歐馬利（William O'Malley）
- 金·迪蘭妮（英语：Kim Delaney）飾演瑪莉（Mary）
- 蘇珊·斯塔絲伯格（英语：Susan Strasberg）飾演黛布拉·萊文（Debra Levine）

## 反響
爛番茄根據10篇評論，新鮮度20%，平均得分是3.9 / 10，評價不佳，常被認為電影是太過賣弄的無腦動作片。相反地，《芝加哥太陽報》的羅傑·伊伯特給了電影四分之三星的好評，認為本片是製作精良動作片，呈現了與現實生活相仿的情況。

## 續集
- 《銅牆鐵壁》，於1990年上映。
- 《獵鷹死亡令（英语：Delta Force 3: The Killing Game）》，於1991年以錄影帶首映的方式發行，但查克·羅禮士未參演，而是兒子麥克·羅禮士（英语：Mike Norris (actor)）。

## 外部連結
- 互联网电影数据库（IMDb）上《The Delta Force》的资料（英文）
- TCM电影资料库上《三角突擊隊》的资料（英文）
- 美国电影学会目录上的《三角突擊隊》（英文）
- 爛番茄上《三角突擊隊》的資料（英文）
- Box Office Mojo上《三角突擊隊》的資料（英文）
- AllMovie上《三角突擊隊》的资料（英文）